# Bodokro
Bodokro  est une localité du centre de la Côte d'Ivoire, et appartenant au département de Béoumi, région de Gbêkê . La localité de Bodokro est un chef-lieu de commune.